# Себекхотеп II
Сехемра-Хуитауи Себекхотеп (Себекхотеп II) — фараон Древнего Египта, правивший приблизительно в 1746—1743 годах до н. э. Представитель XIII династии (Второй переходный период).

## Артефакты правления
Согласно Туринскому папирусу после фараона Седжефакара (тронное имя Аменемхета Кайи) правил царь Сехемра-Хуитауи Себекхотеп, который, по другим источникам, также носил имя Аменемхет.
Власть Сехемра-Хуитауи Себекхотепа, видимо, распространялась на весь Египет. По крайней мере, в Бубастисе, крупном центре северо-восточной Дельты, были найдены две дверные каменные перемычки с его тронным и «хоровым» именами. Следовательно, там он построил или отреставрировал один из храмов. В расположенной в области второго порога Семне, в Нубии, он продолжал вести учёт высоты разливов Нила, начатый Аменемхетом III и продолженный Аменемхетом IV, но не осуществлявшийся на протяжении более чем трёх десятков лет после смерти последнего. Отметки датируются первым, вторым, третьим и четвёртым годами правления Сехемра-Хуитауи. Редакция их очень проста, например: «Высота Нила в третьем году царствования царя Сехемра-Хуитауи, вечноживущего». В это время управлял южной частью недавно покорённой Нубии Ран-Сенеб, знатный сановник и главный начальник крепости Сохем-Хакаура, которая была основана Сенусертом III. Этот сановник начертал возле имени царя и своё собственное имя.

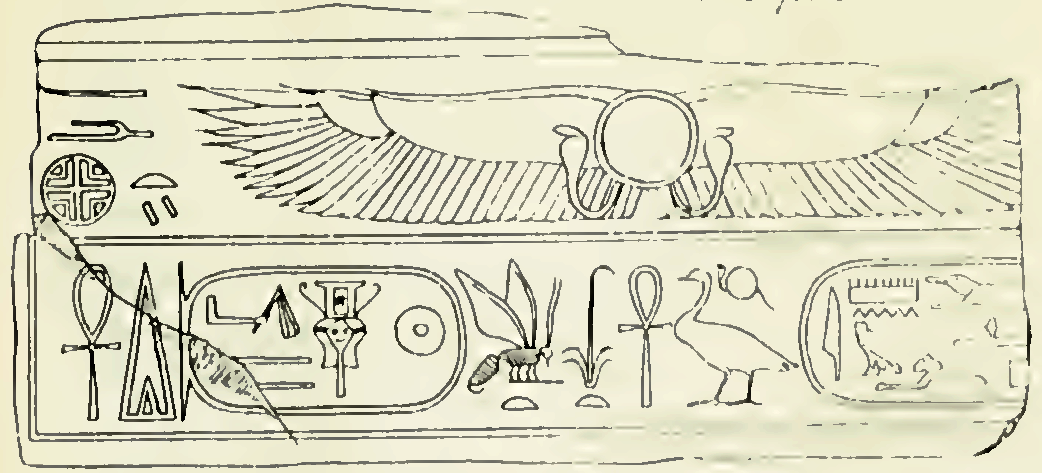
Рисунок рельефа с именем Сехемра-Хуитауи Аменемхет-Собекхотепа из погребального храма Ментухотепа II в Дейр-эль-Бахри

Сехемра-Хуитауи Аменемхет-Себекхотепа известен своими строительными работами в Медамуде. В Дейр-эль-Бахри, напротив Фив, найден каменный блок с вырезанным на нём именем этого царя. Таким образом, он, очевидно, осуществлял какие-то работы в храме, возведённом в период правления представителей XI династии. В Эль-Лахуне, недалеко от Файюма, был найден папирус с перечислением членов большого семейства, в котором упомянуты первый и третий годы царствования Сехемра-Хуитауи, а также предыдущая перепись, проводившаяся на 40-м году правления, очевидно, Аменемхета III, то есть примерно на 50 лет ранее.

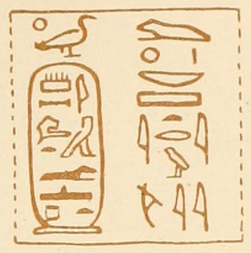
Рисунок Перси Ньюберри печати фараона Сехемра-Хуитауи Аменемхет-Себехотепа. На печати написано: «Сын Ра, Аменемхет-Себехотеп, любимый Собек-Ра, господин Иу-Метеру»

Кроме этих предметов, связанных с царствованием данного правителя, были найдены цилиндрические печати и скарабеи с вырезанным на них его именем, а также картуш, возможно вырезанный из гробницы, в котором вписано двойное имя Аменемхет-Собехотеп, также украшающее один из цилиндров.
Так как учёт уровня подъёма Нила в Семне прекращается на четвёртом году Сехемра Хуитауи, мы можем прийти к выводу о том, что он умер на пятом году своего царствования.

## Имена Себекхотепа II
Его тронным именем было Сехемра-Хуитауи, «Бог солнца, сила, защищающая Обе Земли». Его личным именем, писавшемся после титула «сын Ра», было старое и овеянное славой — Аменемхет, «Бог Амон перед ним», или «Амон впереди», или «Амон во главе», которое он, вероятно, сочетал с именем Себекхотеп, являвшимся, очевидно, его изначальным личным именем, которое можно перевести как «Бог Себек умиротворён».
| G5 |

| G5 |

| Y5 · N35 | Aa1 · U22 | HASH |

| Y5 · N35 | Aa1 · U22 | HASH |

| G8 |

| G8 |

| S34 | Z2 | R8 |

| S34 | Z2 | R8 |

| nswt&bity |

| nswt&bity |

| N5 | Y8 | D43 · N17 · N18 |

| N5 | Y8 | D43 · N17 · N18 |

| N5 | Y8 | D43 · N17 · N18 |

| N5 | Y8 | D43 · N17 · N18 |

| N5 | Y8 | D43 · N17 · N18 |

| N5 | Y8 | D43 · N17 · N18 |

| N5 | Y8 | D43 · N17 · N18 |

| N5 | Y8 | D43 · N17 · N18 |

| N5 | S42 | D43 · N17 · N18 |

| N5 | S42 | D43 · N17 · N18 |

| N5 | S42 | D43 · N17 · N18 |

| N5 | S42 | D43 · N17 · N18 |

| N5 | S42 | D43 · N17 · N18 |

| N5 | S42 | D43 · N17 · N18 |

| N5 | S42 | D43 · N17 · N18 |

| N5 | S42 | D43 · N17 · N18 |

| G39 | N5 |

| G39 | N5 |

| M17 | Y5 · N35 | G17 | F4 · X1 | I4 | R4 · X1 · Q3 |

| M17 | Y5 · N35 | G17 | F4 · X1 | I4 | R4 · X1 · Q3 |

| M17 | Y5 · N35 | G17 | F4 · X1 | I4 | R4 · X1 · Q3 |

| M17 | Y5 · N35 | G17 | F4 · X1 | I4 | R4 · X1 · Q3 |

| M17 | Y5 · N35 | G17 | F4 · X1 | I4 | R4 · X1 · Q3 |

| M17 | Y5 · N35 | G17 | F4 · X1 | I4 | R4 · X1 · Q3 |

| M17 | Y5 · N35 | G17 | F4 · X1 | I4 | R4 · X1 · Q3 |

| M17 | Y5 · N35 | G17 | F4 · X1 | I4 | R4 · X1 · Q3 |

| M17 | Y5 · N35 | G17 | X1 · F4 | I3 · R4 |

| M17 | Y5 · N35 | G17 | X1 · F4 | I3 · R4 |

| M17 | Y5 · N35 | G17 | X1 · F4 | I3 · R4 |

| M17 | Y5 · N35 | G17 | X1 · F4 | I3 · R4 |

| M17 | Y5 · N35 | G17 | X1 · F4 | I3 · R4 |

| M17 | Y5 · N35 | G17 | X1 · F4 | I3 · R4 |

| M17 | Y5 · N35 | G17 | X1 · F4 | I3 · R4 |

| M17 | Y5 · N35 | G17 | X1 · F4 | I3 · R4 |

|  |

| Ca1 | N5 | Y8 | D43 · N17 · N18 | I5A | R4 · X1 | Q3 | Ca2 |

| Ca1 | N5 | Y8 | D43 · N17 · N18 | I5A | R4 · X1 | Q3 | Ca2 |

## Возможность отождествления с другими фараонами

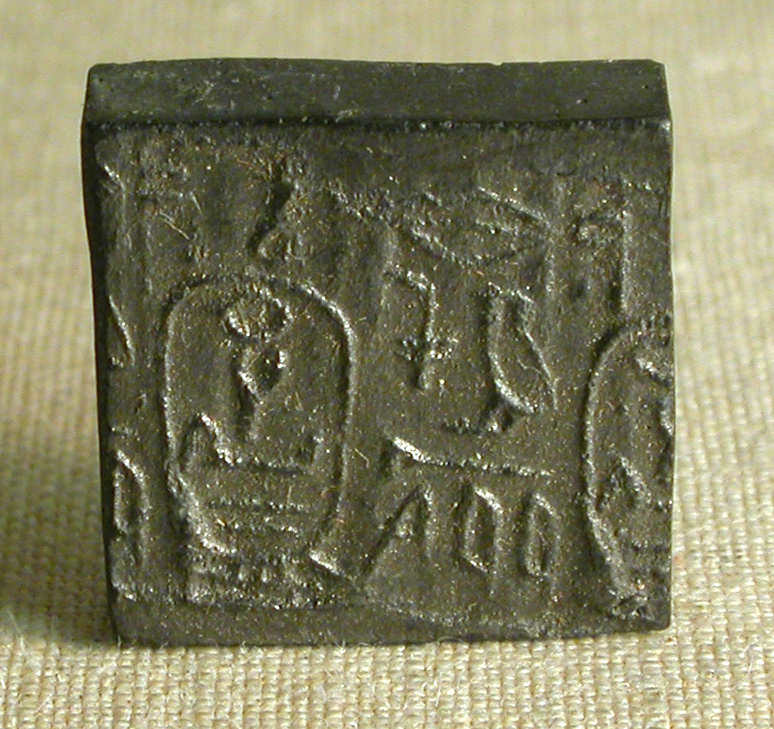
Оттиск цилиндрической печати фараона Сехемра-Хуитауи

Современные исследователи иногда путают этого царя с основателем династии Хутауира. Перед именем Хутауира в Туринском папирусе стоит пропуск, и некоторые египтологи полагают, что на его месте стоял утерянный впоследствии знак «сехем», делая таким образом тронное имя первого представителя XIII династии сходным с именем царя Сехемра-Хуитауи (или как оно ещё пишется Сехемхутауира). По мнению сторонников этой гипотезы, сведения о последнем правителе должны быть приписаны первому. Однако обнаружение статуи основателя династии поставило точку в этом споре: в сопровождающем её тексте тронное имя царя выглядит как Хутауира, и никакого иероглифа «сехем» в нём нет. Его личное имя Угаф является ещё одним доказательством того, что нет оснований сомневаться в правильности сведений, содержащихся в Туринском папирусе. Таким образом, памятники этих фараонов следует разделять, а не объединять и относить к одному фараону. О том, что это два разных фараона, также свидетельствует и Карнакский список, в котором Хутауира и Сехемхутауира упомянуты отдельно.
Также делаются попытки отождествления этого фараона с царём Сехемра-Хуитауи Пентини, имя которого упоминается на стеле, найденной в Абидосе. Они носят одно и тоже тронное имя Сехемра-Хуитауи, что в пределах одной династии практически не встречается. Однако в таком случае, следует признать, что у данного фараона три личных имени — Аменемхет-Собехотеп-Пентини. Это возможно, и даже есть пример — Амени-Иниотеф-Аменемхет, но создаёт дополнительные трудности, так как все эти имена нигде не встречаются в одной надписи.
| XIII династия                 |                                                          |                   |
| Предшественник: Аменемхет VII | фараон Египта XVIII век до н. э. (правил не менее 4 лет) | Преемник: Хенджер |